# Herkules i New York
Hercules i New York er en amerikansk film fra 1970 med Arnold Schwarzenegger i hovedrollen. Filmen var hans første, og han blev i credits kaldt for Arnold Strong, plus at hans stemme var eftersynkroniseret af en anden. Nyere versioner af filmen benytter hans rigtige navn og hans egen stemme.

## Handling
I filmen har Herkules (Schwarzenegger) forladt Olympen, da er begyndt at kede sig meget hos guderne. Han vil ned til Jorden for at opleve noget.
Hans far Zeus er imod dette, men sender ham til sidst af sted for at vise ham, at der er kedeligt på Jorden. Herkules lander på et skib, hvor folkene på skibet vil have ham til at hjælpe til med arbejdet på skibet. Han nægter at arbejde, hvilket udløser en slåskamp, hvor Herkules vinder, da han er særdeles fysisk overlegen. Skibet sejler til New York, hvor han stiger af og møder en lille sjov mand, der hedder Pretzy. De to rejser rundt i byen sammen og for at tjene penge. Herkules begynder at udnytte sin styrke ved at tilmelde sig boksning.
Zeus bliver sur over, at hans søn laver så meget rav på Jorden, så han vil have ham sendt til Hades, men hans kone får ændret aftalen, så Herkules i stedet mister sine gudekræfter. Hun får desuden Hades til at vædde en masse penge med en mafiaboss på, at han taber en kamp. Herkules taber kampen og får mafiaen efter sig.
Da Zeus opdager, at hans ordrer er blevet ændrede giver han sin søn kræfterne tilbage, lige da mafiaen havde trængt ham op i et hjørne. Han undslipper og returnerer til Olympen helskindet.